# Liste der Kulturdenkmale in Hähnichen
In der Liste der Kulturdenkmale in Hähnichen sind sämtliche Kulturdenkmale der sächsischen Gemeinde Hähnichen verzeichnet, die bis Mai 2018 vom Landesamt für Denkmalpflege Sachsen erfasst wurden (ohne archäologische Kulturdenkmale). Die Anmerkungen sind zu beachten.
Diese Liste ist eine Teilliste der Liste der Kulturdenkmale im Landkreis Görlitz.

## Hähnichen
| Bild                                    | Bezeichnung | Lage                          | Datierung | Beschreibung | ID       |
| --------------------------------------- | --- | ----------------------------- | --- | --- | -------- |
| Direkt Bild zu diesem Denkmal hochladen | Wohnhaus | Am Mühlbach 8 (Karte)         | 1920er Jahre | Baugeschichtlich von Bedeutung | 09274342 |
|                                         | Wohnstallhaus (Ausgedinge) | Am Schinderberg 3 (Karte)     | Vor 1900 | Weitgehend ursprünglich erhalten, einziges Beispiel dieser Art im Ort, baugeschichtlich und sozialgeschichtlich von Bedeutung                                              | 09274340 |
| Direkt Bild zu diesem Denkmal hochladen | Wohnstallhaus | Am Schinderberg 6 (Karte)     | 2. Hälfte 19. Jahrhundert | Hochgradig ursprünglich erhalten, baugeschichtlich und sozialgeschichtlich von Bedeutung                                                                                   | 09274333 |
|                                         | Eisenbahnerwohnhaus | Bahnhofstraße 7 (Karte)       | 2. Hälfte 19. Jahrhundert | Mit typischem Dachüberstand im Schweizerstil, baugeschichtlich von Bedeutung                                                                                               | 09274336 |
| Weitere Bilder                          | Empfangsgebäude des Bahnhofes Hähnichen | Bahnhofstraße 8 (Karte)       | 1867 | Eisenbahnstrecke Görlitz – Berlin; verkehrs- und baugeschichtlich von Bedeutung                                                                                            | 09274337 |
|                                         | Wegestein | Koseler Straße (Karte)        | 19. Jahrhundert | Baugeschichtlich von Bedeutung | 09274361 |
|                                         | Eisenbahnerwohnhaus | Koseler Straße 10 (Karte)     | Um 1890 | Backsteinarchitektur, eisenbahngeschichtlich und verkehrsgeschichtlich von Bedeutung                                                                                       | 09274332 |
|                                         | Villa mit Garten | Koseler Straße 12 (Karte)     | Nach 1905 | Reformarchitektur, baugeschichtlich und gartenkünstlerisch von Bedeutung                                                                                                   | 09274334 |
|                                         | Wohnhaus | Koseler Straße 13 (Karte)     | 1883 | Gehörte dem Besitzer der Ziegelei, mit einigen erhaltenen Ornamenten, baugeschichtlich von Bedeutung                                                                       | 09274338 |
|                                         | Ziegelei mit Schornstein und Öfen, Pferdestall und zwei Tongruben | Koseler Straße 15 (Karte)     | 1882 | Backsteinarchitektur, von orts- und regionalgeschichtlicher Bedeutung | 09274339 |
| Direkt Bild zu diesem Denkmal hochladen | Scheune | Neusorger Weg 3 (Karte)       | Bezeichnet mit 1896 | Mit Backstein-Lisenengliederung, im Ausmaß regional singulär, baugeschichtlich und wirtschaftsgeschichtlich von Bedeutung                                                  | 09274352 |
| Weitere Bilder                          | Wohnhaus und drei Seitengebäude eines Mühlenanwesens, Reste von Wasserbau, Wasserrad und Wehr | Quolsdorfer Straße 1 (Karte)  | Bezeichnet mit 1848 (Wohnhaus); Mitte 19. Jahrhundert (Bäckerei); 1855 (Scheune); 1856 (Stall)                                                   | In Struktur erhalten, baugeschichtlich und ortsgeschichtlich von Bedeutung                                                                                                 | 09274344 |
| Direkt Bild zu diesem Denkmal hochladen | Seitengebäude der ehemaligen Gutsanlage | Quolsdorfer Straße 3 (Karte)  | 2. Hälfte 19. Jahrhundert | Weitgehend im ursprünglichen Aussehen erhalten, baugeschichtlich und wirtschaftsgeschichtlich von Bedeutung                                                                | 09274345 |
| Weitere Bilder                          | Kirche mit Ausstattung, 10 Grabsteine an der Außenwand der Kirche, Grufthaus, Kriegerdenkmale für die Gefallenen des Ersten und Zweiten Weltkrieges, elf Soldatengräber und Einfriedung sowie Kirchhof | Quolsdorfer Straße 5a (Karte) | 1346 (Reste aus dem 14. und 15. Jahrhundert); 1708 (Kirche); bezeichnet mit 1871 (Grufthaus); 16.–19. Jahrhundert (Grabmal); 1945 (Soldatengrab) | Baugeschichtlich, künstlerisch und ortsgeschichtlich von Bedeutung | 09274349 |
| Direkt Bild zu diesem Denkmal hochladen | Herrenhaus | Quolsdorfer Straße 7 (Karte)  | Kern wahrscheinlich 18. Jahrhundert | Relikt einer Gutsanlage, stark verändert, jedoch ortshistorisch von Bedeutung                                                                                              | 09274351 |
| Direkt Bild zu diesem Denkmal hochladen | Wohnstallhaus | Quolsdorfer Straße 8 (Karte)  | Wahrscheinlich vor 1800 | Mit bemerkenswerten Dachhechten, weitgehend ursprünglich erhalten, wahrscheinlich Kontext zur ehemaligen Gutsanlage, baugeschichtlich und straßenbildprägend von Bedeutung | 09274350 |
| Direkt Bild zu diesem Denkmal hochladen | Wohnstallhaus mit Resten einer Blockstube und Umgebinde | Trebuser Straße 9 (Karte)     | 1. Hälfte 19. Jahrhundert, womöglich älter | Mit zahlreichen erhaltenen Details, ursprünglich erhalten, baugeschichtlich und sozialgeschichtlich von Bedeutung                                                          | 09274343 |
| Direkt Bild zu diesem Denkmal hochladen | Wohnstallhaus und Scheune eines Häusleranwesens | Trebuser Straße 30 (Karte)    | Ende 19. Jahrhundert (Häusleranwesen); um 1930 (Scheune)                                                                                         | Backsteinarchitektur, baugeschichtlich und wirtschaftsgeschichtlich von Bedeutung                                                                                          | 09273205 |
|                                         | Fabrikantenvilla (Nr. 1) und Seitengebäude (Nr. 1a) | Wiesenweg 1, 1a (Karte)       | Giebelseite bezeichnet mit 1880 | Villa mit aufwändiger Fassadengestaltung, baugeschichtlich, künstlerisch und ortsgeschichtlich von Bedeutung                                                               | 09274335 |
|                                         | Scheune | Wiesenweg 2 (Karte)           | 1920er Jahre | Preußisches Fachwerk, hochgradig ursprünglich erhalten, Relikt ländlicher Bauweise in veränderter Umgebung, baugeschichtlich und wirtschaftsgeschichtlich von Bedeutung    | 09274331 |

## Quolsdorf
| Bild                                    | Bezeichnung | Lage                                                                       | Datierung                                       | Beschreibung | ID       |
| --------------------------------------- | --- | -------------------------------------------------------------------------- | ----------------------------------------------- | --- | -------- |
| Direkt Bild zu diesem Denkmal hochladen | Transformatorenhaus | (östlich des Hinterdorfes, mitten auf dem Feld, nahe Mühlenweg 15) (Karte) | 1920er Jahre                                    | Relikt aus der Zeit der Elektrifizierung, technikgeschichtlich von Bedeutung                                                                                        | 09274363 |
| Weitere Bilder                          | Windmühle in Art eines Farmer-Rotors | (Flur 7, Flurstück 2/2) (Karte)                                            | 1. Hälfte 20. Jahrhundert                       | Steht im Zusammenhang mit der Teichwirtschaft, technikgeschichtlich von Bedeutung                                                                                   | 09273206 |
| Direkt Bild zu diesem Denkmal hochladen | Herrenhaus und vier Einfriedungspfeiler eines ehemaligen Rittergutes                                                                                           | Am Gutshof 1, 3, 5 (Karte)                                                 | Kern 18. Jahrhundert                            | Dreiflügelige Anlage, baugeschichtlich und ortsgeschichtlich von Bedeutung                                                                                          | 09274366 |
| Direkt Bild zu diesem Denkmal hochladen | Kriegerdenkmal für die Gefallenen des Ersten Weltkrieges | Hauptstraße (Ecke Mühlenweg) (Karte)                                       | 1920er Jahre                                    | Ortsgeschichtlich von Bedeutung | 09274359 |
| Direkt Bild zu diesem Denkmal hochladen | Wegestein | Hauptstraße (Abzweig nach Heinrichswalde) (Karte)                          | 19. Jahrhundert                                 | Verkehrsgeschichtlich von Bedeutung | 09274354 |
| Direkt Bild zu diesem Denkmal hochladen | Wohnstallhaus und Scheune eines Zweiseithofes | Hauptstraße 13 (Karte)                                                     | Um 1910 (Wohnstallhaus); 1930er Jahre (Scheune) | Wohnstallhaus regionaltypische Backsteinarchitektur, Fachwerkscheune, weitgehend ursprünglich erhalten, baugeschichtlich und wirtschaftsgeschichtlich von Bedeutung | 09274355 |
| Direkt Bild zu diesem Denkmal hochladen | Wohnstallhaus mit Anbau über Eck | Hauptstraße 17, 19 (Karte)                                                 | Um 1900                                         | Regionaltypische Backsteinarchitektur, hochgradig im ursprünglichen Aussehen erhalten, baugeschichtlich von Bedeutung                                               | 09274356 |
| Direkt Bild zu diesem Denkmal hochladen | Wohnstallhaus eines Vierseithofes | Hauptstraße 31 (Karte)                                                     | Um 1910                                         | Regionaltypische Backsteinarchitektur, baugeschichtlich von Bedeutung                                                                                               | 09274357 |
| Direkt Bild zu diesem Denkmal hochladen | Ehemaliges Seitengebäude eines Bauernhofes | Hauptstraße 48 (Karte)                                                     | Nach 1800                                       | Relikt eines Mehrseithofes, baugeschichtlich und wirtschaftsgeschichtlich von Bedeutung                                                                             | 09274358 |
| Direkt Bild zu diesem Denkmal hochladen | Wohnstallhaus mit integriertem Wirtschaftsteil | Heinrichswalde 9 (Karte)                                                   | Um 1900                                         | Regionaltypische Backsteinarchitektur, Strukturbestandteil der Aussiedlung, baugeschichtlich und sozialgeschichtlich von Bedeutung                                  | 09274353 |
| Direkt Bild zu diesem Denkmal hochladen | Wohnstallhaus mit integriertem Scheunenteil | Heinrichswalde 10 (Karte)                                                  | Ende 19. Jahrhundert                            | Baugeschichtliche Bedeutung, regionaltypisch | 09304146 |
| Direkt Bild zu diesem Denkmal hochladen | Seitengebäude | Mühlenweg 5 (Karte)                                                        | Um 1800                                         | Wahrscheinlich Kontext zum Gut, baugeschichtlich und wirtschaftsgeschichtlich und straßenbildprägend von Bedeutung                                                  | 09274365 |
| Direkt Bild zu diesem Denkmal hochladen | Wohnstallhaus und zwei Seitengebäude eines Bauernhofes | Mühlenweg 6 (Karte)                                                        | Kern Ende 19. Jahrhundert                       | Regionaltypische Backsteinsicht, in Aussehen und Struktur weitgehend ursprünglich erhalten, baugeschichtlich und wirtschaftsgeschichtlich von Bedeutung             | 09274364 |
| Weitere Bilder                          | Müllerwohnhaus mit Wirtschaftsanbau über Eck (Nr. 20), Seitengebäude (Nr. 22) und Sägemühlengebäude eines Mühlenanwesens, mit Resten von Technik und Wasserbau | Mühlenweg 20, 22 (Karte)                                                   | 19. Jahrhundert                                 | Ortsgeschichtlich und technikgeschichtlich von Bedeutung | 09274362 |
| Direkt Bild zu diesem Denkmal hochladen | Wohnstallhaus und zwei Seitengebäude eines Bauernhofes | Mühlenweg 25, 27 (Karte)                                                   | Um 1910; ein Seitengebäude womöglich älter      | Wohnstallhaus Backstein, weitgehend in Aussehen und Struktur erhalten, baugeschichtlich und wirtschaftsgeschichtlich von Bedeutung                                  | 09274360 |

## Spree
| Bild                                    | Bezeichnung                                                                                    | Lage                                        | Datierung                                                                                | Beschreibung | ID       |
| --------------------------------------- | ---------------------------------------------------------------------------------------------- | ------------------------------------------- | ---------------------------------------------------------------------------------------- | --- | -------- |
| Direkt Bild zu diesem Denkmal hochladen | Mausoleum für die im Ersten Weltkrieg Gefallenen                                               | An der Bahn 11b (auf dem Friedhof) (Karte)  | Nach 1918                                                                                | Baugeschichtlich und ortsgeschichtlich von Bedeutung | 09274325 |
| Direkt Bild zu diesem Denkmal hochladen | Wohnstallhaus und Scheune eines Zweiseithofes                                                  | Feldhäuser 2 (Karte)                        | 17. Jahrhundert (Scheune); 2. Hälfte 19. Jahrhundert (Wohnstallhaus)                     | Stattliches massives Wohnstallhaus, Fachwerk-Scheune, Strukturbestandteil der Aussiedlung, baugeschichtlich und sozialgeschichtlich von Bedeutung | 09274323 |
| Direkt Bild zu diesem Denkmal hochladen | Wohnstallhaus und zwei Seitengebäude eines Dreiseithofes                                       | Feldhäuser 4 (Karte)                        | Tafel im Giebel bezeichnet mit 1879                                                      | Strukturbestandteil der Aussiedlung, hochgradig ursprünglich erhalten, baugeschichtlich und sozialgeschichtlich von Bedeutung | 09274324 |
|                                         | Schloss Niederspree                                                                            | Nieder-Spree 6 (Karte)                      | Um 1905                                                                                  | Neobarocker Bau in exponierter Lage, baugeschichtlich und ortsgeschichtlich von Bedeutung | 09273208 |
| Direkt Bild zu diesem Denkmal hochladen | Wohnstallhaus (Obergeschoss Fachwerk) und drei Seitengebäude eines Vierseithofes               | Nieskyer Straße 16 (Karte)                  | Um 1850                                                                                  | Baugeschichtlich und wirtschaftsgeschichtlich von Bedeutung | 09274322 |
| Weitere Bilder                          | Rittergut Spree (Sachgesamtheit)                                                               | Rothenburger Straße 1, 8, 9, 10, 11 (Karte) | 18. Jahrhundert                                                                          | Sachgesamtheit Rittergut Spree mit folgenden Einzeldenkmalen: Inspektorenhaus und zwei Torpfeiler (siehe Einzeldenkmalliste Obj. 09274327), Schloss, zwei Wirtschaftsgebäude sowie Gewächshaus im Park (siehe Einzeldenkmalliste Obj. 09274330) sowie der Gutspark mit altem Baumbestand (Garten-denkmal); baugeschichtlich, landschaftsgestaltend und ortsgeschichtlich von Bedeutung | 09303085 |
| Direkt Bild zu diesem Denkmal hochladen | Inspektorenhaus und zwei Torpfeiler (Einzeldenkmale zu ID-Nr. 09303085)                        | Rothenburger Straße 1 (Karte)               | 18. Jahrhundert                                                                          | Einzeldenkmale der Sachgesamtheit Rittergut Spree; hochgradig ursprünglich erhalten, baugeschichtlich und ortsgeschichtlich von Bedeutung | 09274327 |
| Direkt Bild zu diesem Denkmal hochladen | Seitengebäude                                                                                  | Rothenburger Straße 7 (Karte)               | Um 1900                                                                                  | Backsteingebäude mit verhältnismäßig aufwändiger Dekoration, steht im Zusammenhang mit dem Gut, baugeschichtlich und wirtschaftsgeschichtlich von Bedeutung | 09274321 |
| Weitere Bilder                          | Schloss, zwei Wirtschaftsgebäude sowie Gewächshaus im Park (Einzeldenkmale zu ID-Nr. 09303085) | Rothenburger Straße 8, 9, 10, 11 (Karte)    | Bezeichnet mit 1749 (Schloss); 18. Jahrhundert bzw. 19. Jahrhundert (Wirtschaftsgebäude) | Einzeldenkmale der Sachgesamtheit Rittergut Spree; baugeschichtlich und ortsgeschichtlich von Bedeutung | 09274330 |
| Direkt Bild zu diesem Denkmal hochladen | Schrotholzscheune                                                                              | Rothenburger Straße 11a (Karte)             | Bezeichnet mit 1748, womöglich jünger                                                    | Regionale Besonderheit, in dieser Größe singulär, baugeschichtlich und wirtschaftsgeschichtlich von Bedeutung | 09274329 |
| Direkt Bild zu diesem Denkmal hochladen | Ausgedinge                                                                                     | Rothenburger Straße 24 (Karte)              | Um 1870                                                                                  | Einziges im Ort original erhaltenes Beispiel dieser Gattung, Backsteinbau, baugeschichtlich und sozialgeschichtlich von Bedeutung | 09274320 |
| Direkt Bild zu diesem Denkmal hochladen | Ehemalige Schule                                                                               | Rothenburger Straße 31, 32 (Karte)          | Erwähnt 1776; neu 1910                                                                   | Heute Wohnhaus, auffällig durch Putzgliederung und Giebelgestaltung, ortsgeschichtlich von Bedeutung | 09271249 |

## Trebus
| Bild                                    | Bezeichnung                                                   | Lage                                | Datierung                                                                                 | Beschreibung | ID       |
| --------------------------------------- | ------------------------------------------------------------- | ----------------------------------- | ----------------------------------------------------------------------------------------- | --- | -------- |
| Direkt Bild zu diesem Denkmal hochladen | Steinkreuz und mehrere Grabsteine der Begräbnisstätte Gregori | Alter Nieskyer Weg (Karte)          | Um 1850 (Steinkreuz); nach 1900 (Grablege)                                                | Ortsgeschichtlich von Bedeutung | 09273209 |
| Direkt Bild zu diesem Denkmal hochladen | Drei Wirtschaftsgebäude                                       | Alter Nieskyer Weg 3, 5, 8 (Karte)  | Kern womöglich 18. Jahrhundert, eines bezeichnet mit 1779, Sturz später                   | Zum ehemaligen Schloss gehörend, baugeschichtlich und ortsgeschichtlich von Bedeutung                                                     | 09273212 |
| Weitere Bilder                          | Kriegerdenkmal für die Gefallenen des Ersten Weltkrieges      | Dorfstraße (Ecke Fiebigweg) (Karte) | Nach 1918                                                                                 | Obelisk auf beschriftetem Sockel, ortsgeschichtlich von Bedeutung                                                                         | 09273216 |
| Weitere Bilder                          | Wegestein                                                     | Dorfstraße (Ecke Fiebigweg) (Karte) | 19. Jahrhundert                                                                           | Verkehrsgeschichtlich von Bedeutung | 09273215 |
| Direkt Bild zu diesem Denkmal hochladen | Wohnhaus und Wirtschaftsgebäude über Eck                      | Dorfstraße 8 (Karte)                | 18. Jahrhundert (Wirtschaftsgebäude); wahrscheinlich 1. Hälfte 19. Jahrhundert (Wohnhaus) | Guts-Zusammenhang, baugeschichtlich und ortsgeschichtlich von Bedeutung                                                                   | 09273211 |
| Direkt Bild zu diesem Denkmal hochladen | Wohnhaus und drei Seitengebäude eines Förstereihofes          | Dorfstraße 9 (Karte)                | Um 1850 (Kern 18. Jahrhundert)                                                            | Baugeschichtlich und ortsgeschichtlich von Bedeutung                                                                                      | 09273210 |
| Direkt Bild zu diesem Denkmal hochladen | Gasthof und Scheune                                           | Dorfstraße 19 (Karte)               | Ende 19. Jahrhundert                                                                      | Hochgradig ursprünglich erhalten, ortsgeschichtlich von Bedeutung                                                                         | 09273213 |
| Direkt Bild zu diesem Denkmal hochladen | Wohnhaus eines Vierseithofes                                  | Dorfstraße 26 (Karte)               | 2. Hälfte 19. Jahrhundert                                                                 | Mit vergleichsweise aufwändigem Ornament, ursprünglich erhalten, baugeschichtlich von Bedeutung                                           | 09273214 |
| Direkt Bild zu diesem Denkmal hochladen | Wohnhaus und zwei Seitengebäude eines Dreiseithofes           | Dorfstraße 39 (Karte)               | Giebel bezeichnet mit 1865                                                                | In Struktur und Aussehen ursprünglich erhalten, somit Seltenheitswert im Ort, baugeschichtlich und wirtschaftsgeschichtlich von Bedeutung | 09273218 |
| Weitere Bilder                          | Schulgebäude mit Wohnungen über Eck                           | Dorfstraße 61a, 61b (Karte)         | 1939                                                                                      | Gelber Klinker, zeittypischer Segmentbogenstil, Seltenheitswert, ortsgeschichtlich und sozialgeschichtlich von Bedeutung                  | 09273219 |
| Weitere Bilder                          | Gasthof Sandschenke und zwei Seitengebäude                    | Neulänge 50 (Karte)                 | Giebelfeld bezeichnet mit 1867, Kern womöglich älter                                      | Mit klassizistischen Reminiszenzen, ortsgeschichtlich und verkehrsgeschichtlich von Bedeutung                                             | 09274319 |

## Tabellenlegende
- Bild: Bild des Kulturdenkmals, ggf. zusätzlich mit einem Link zu weiteren Fotos des Kulturdenkmals im Medienarchiv Wikimedia Commons. Wenn man auf das Kamerasymbol klickt, können Fotos zu Kulturdenkmalen aus dieser Liste hochgeladen werden:
- Bezeichnung: Denkmalgeschützte Objekte und ggf. Bauwerksname des Kulturdenkmals
- Lage: Straßenname und Hausnummer oder Flurstücknummer des Kulturdenkmals. Die Grundsortierung der Liste erfolgt nach dieser Adresse. Der Link (Karte) führt zu verschiedenen Kartendiensten mit der Position des Kulturdenkmals. Fehlt dieser Link, wurden die Koordinaten noch nicht eingetragen. Sind diese bekannt, können sie über ein Tool mit einer Kartenansicht einfach nachgetragen werden. In dieser Kartenansicht sind Kulturdenkmale ohne Koordinaten mit einem roten bzw. orangen Marker dargestellt und können durch Verschieben auf die richtige Position in der Karte mit Koordinaten versehen werden. Kulturdenkmale ohne Bild sind an einem blauen bzw. roten Marker erkennbar.
- Datierung: Baubeginn, Fertigstellung, Datum der Erstnennung oder grobe zeitliche Einordnung entsprechend des Eintrags in der sächsischen Denkmaldatenbank
- Beschreibung: Kurzcharakteristik des Kulturdenkmals entsprechend des Eintrags in der sächsischen Denkmaldatenbank, ggf. ergänzt durch die dort nur selten veröffentlichten Erfassungstexte oder zusätzliche Informationen
- ID: Vom Landesamt für Denkmalpflege Sachsen vergebene, das Kulturdenkmal eindeutig identifizierende Objekt-Nummer. Der Link führt zum PDF-Denkmaldokument des Landesamtes für Denkmalpflege Sachsen. Bei ehemaligen Kulturdenkmalen können die Objektnummern unbekannt sein und deshalb fehlen bzw. die Links von aus der Datenbank entfernten Objektnummern ins Leere führen. Ein ggf. vorhandenes Icon  führt zu den Angaben des Kulturdenkmals bei Wikidata.